# Крозио дела Вале
Крозио дела Вале (итал. Crosio della Valle) је насеље у Италији у округу Варезе, региону Ломбардија.
Према процени из 2011. у насељу је живело 606 становника. Насеље се налази на надморској висини од 325 м.

## Становништво
| 1936. | 1951. | 1961. | 1971. | 1981. | 1991. | 2001. | 2011. |
| ----- | ----- | ----- | ----- | ----- | ----- | ----- | ----- |
| 276   | 296   | 341   | 463   | 460   | 476   | 572   | 611   |